# 凤凰山街道 (巢湖市)
凤凰山街道，是中华人民共和国安徽省合肥市巢湖市下辖的一个乡镇级行政单位。

## 行政区划
凤凰山街道下辖以下地区：
巢湖北路社区、草城社区、向阳社区、光明社区、东风社区、黎明社区、长江西路社区、灯塔社区、东塘社区、凤凰社区、兴巢社区和皖维社区。